# Fenwickia caudata
Fenwickia caudata är en tvåvingeart som beskrevs av Harrison 1959. Fenwickia caudata ingår i släktet Fenwickia och familjen myllflugor. Inga underarter finns listade i Catalogue of Life.